# Shabqadar
Shabqadar (en ourdou : شبقدر) est une ville pakistanaise située dans la province de Khyber Pakhtunkhwa. Elle est la deuxième plus grande ville du district de Charsadda, et située à environ trente kilomètres au nord de la capitale provinciale Peshawar et à moins de dix kilomètres des régions tribales.
L'un des monuments marquants de la ville est le fort de Shabqadar, construit par l'architecte sikh Tota Ram en 1837. 
Le 13 mai 2011, la ville est frappée par l'un des attentats les plus meurtriers du pays, tuant une centaine de personnes en visant des Frontier Constabulary. Il est revendiqué par le Tehrik-e-Taliban Pakistan, dans le cadre de l'insurrection islamiste, qui indique par ailleurs venger la mort d'Oussama ben Laden ainsi. 
La population de la ville a été multipliée par plus de trois entre 1972 et 2017, passant de 25 630 habitants à 91 851. Entre 1998 et 2017, la croissance annuelle moyenne s'affiche à 2,7 %, supérieure à la moyenne nationale de 2,4 %. En 2023, la population de la ville monte à 102 340 habitants.
La ville est majoritairement peuplée de Pachtounes, puisque plus de 99 % des habitants en parlent la langue, le pachto.
Essentiellement musulmane, la ville inclut une petite minorité chrétienne, comptant presque 400 fidèles.
Le taux d'alphabétisation de la ville s'élève à 49 % en 2023 (contre une moyenne nationale de 61 % et provinciale de 51 %), dont 63 % pour les hommes et 35 % pour les femmes.
|            | 1972 (rec.) | 1981 (rec.) | 1998 (rec.) | 2017 (rec.) | 2023 (rec.) |
| ---------- | ----------- | ----------- | ----------- | ----------- | ----------- |
| Population | 25 630      | 30 881      | 55 439      | 91 851      | 102 340     |